# Praia da Mococa
A Praia da Mococa localiza-se junto à foz do rio Mococa, entre as praias Cocanha e Tabatinga no município paulista de Caraguatatuba.
Abriga vários quiosques em sua orla e ainda é considerada agreste, tranquila e uma das mais limpas. A costeira, próxima ao rio, é perfeita para pequenos mergulhos, é também o local mais próximo para saídas à Ilha do Tamanduá, que fica à sua frente.
•As ondas são leves e raramente ficam agitadas, um lugar ideal para a família.
A praia tem areia monazítica, utilizada no tratamento das artrites, inflamações, dores reumáticas e tratamento das articulações, [carece de fontes?], responsáveis por sua radioatividade. A areia espalhada sobre os locais afetados provoca uma radiação que estimula os tecidos, favorecendo o fluxo sanguíneo. Os médicos afirmam que não há contra indicações quanto ao tempo de exposição, por ser muito baixo o nível de radiação.
É uma área de mangue, restinga, ou seja, preservação ambiental permanente, apesar da indústria imobiliária estar acabando com a mesma aos poucos.